# Jüdischer Friedhof Gelsdorf

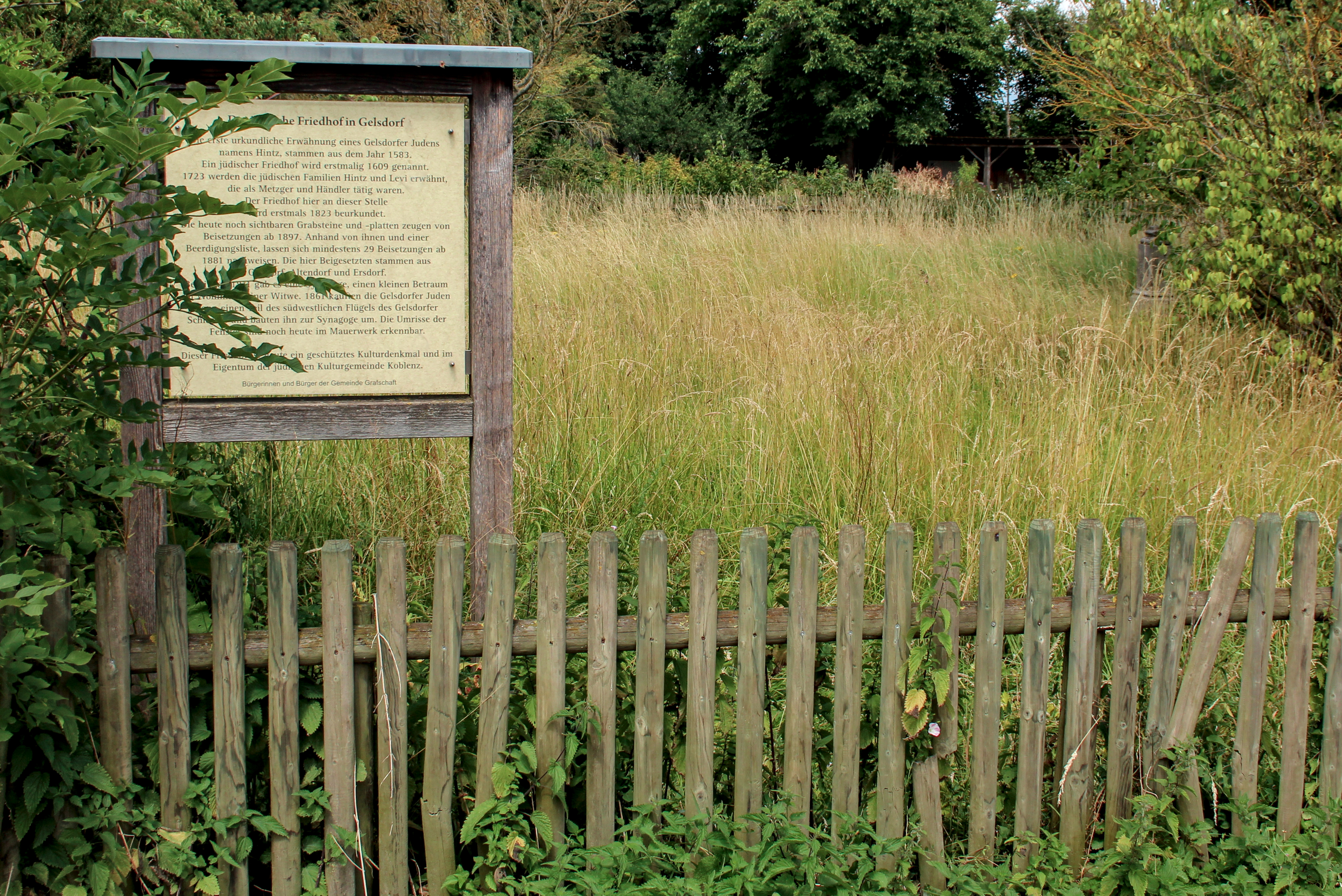
Der jüdische Friedhof in Gelsdorf mit Hinweistafel

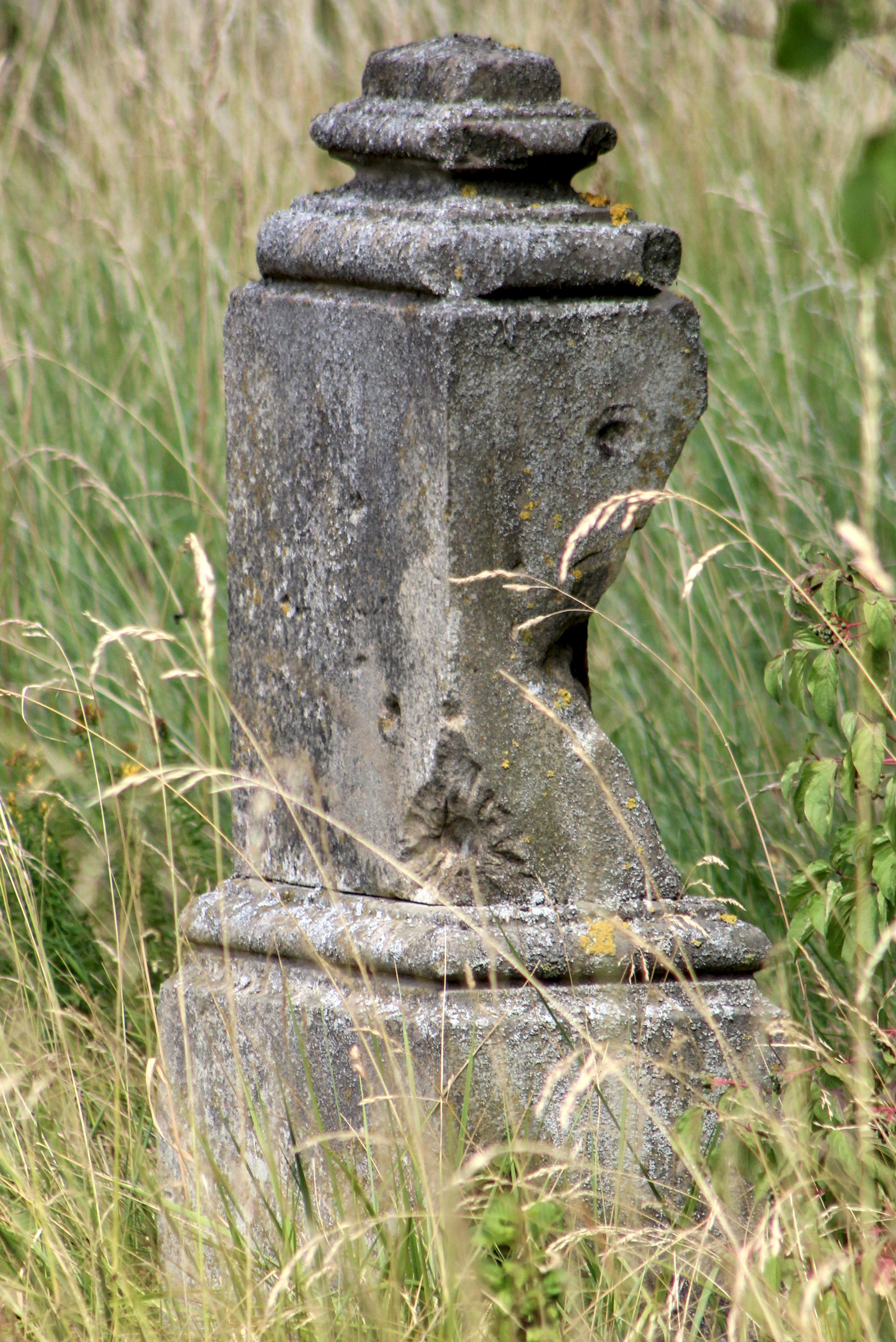
Grabstein

Der Jüdische Friedhof Gelsdorf ist ein jüdischer Friedhof in Gelsdorf, einem Teilort der Gemeinde Grafschaft im Landkreis Ahrweiler in Rheinland-Pfalz. Er ist ein geschütztes Kulturdenkmal.
Die Jüdische Gemeinde Gelsdorf hatte wohl schon seit Anfang des 17. Jahrhunderts einen Friedhof, denn 1609/10 wird eine Wiese erwähnt, die Jueden Kirchhoff hieß. Erst das Urkataster von 1823 gibt uns genaue Informationen über den am westlichen Dorfrand von Gelsdorf gelegenen Friedhof. Auf dem 896 m² großen Friedhof, der ursprünglich nicht umzäunt war, wurden von 1881 bis 1940 insgesamt 29 Bestattungen vorgenommen. Heute sind noch 13 schlichte Grabsteine bzw. Grabplatten aus der Zeit von 1897 bis 1940 vorhanden. Die Toten stammten aus Gelsdorf, Altendorf und Ersdorf. 
Der Friedhof blieb in der Zeit des Nationalsozialismus im Wesentlichen unbeschädigt.